# Speech Debelle
Corynne Elliot (ur. 11 marca 1983 w Londynie) bardziej znana jako Speech Debelle – brytyjska raperka związana w przeszłości z wytwórnią Big Dada. W 2009 roku dostała Mercury Prize.

## Kariera
W 2009 roku pojawił się jej debiutancki album - Speech Therapy. Zawiera trzy single - "The Key", "Searching" i "Go Then, Bye". W 2009 roku wystąpiła także na Glastonbury Festival. 21 lipca tego samego roku Speech Therapy został nominowany do Mercury Prize, którą otrzymał pokonując między innymi albumy zespołów the Horrors, Kasabian czy Florence and the Machine. Pomimo otrzymania nagrody Speech Therapy nie sprzedawał się dobrze. Artystka oskarżyła o to wytwórnię Big Dada i postanowiła zrezygnować z dalszej współpracy.
16 października 2009 roku artystka ogłosiła, że rozpoczęła pracę nad swoim nowym albumem, który będzie nosił nazwę The Art of Speech.

## Dyskografia

### Albumy solowe
- Speech Therapy(inne języki) (2009)[1]
- Freedom of Speech(inne języki) (2012)[2]
- tantil before i breathe(inne języki) (2017)[3]

### Single
- The Key
- Searching
- Go Then, Bye